# Ernest Johnson (hockey sur glace)
Pour les articles homonymes, voir Ernest Johnson et Johnson.
Temple de la renommée : 1952

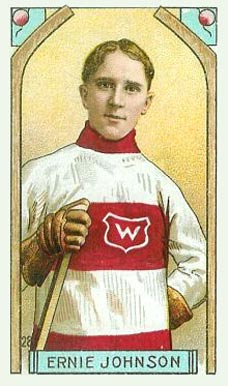
Johnson dans l'uniforme des Wanderers de Montréal.

Ernest Thomas Johnson, dit Moose Johnson, (né le 26 février 1886 à Montréal dans la province de Québec au Canada et mort le 25 mars 1963 à White Rock dans la province de la Colombie-Britannique) est un joueur de hockey sur glace ayant évolué au poste de défenseur,.

## Carrière
Après avoir joué durant deux saisons dans la Canadian Amateur Hockey League, il rejoint en tant que joueur amateur en 1905 les Wanderers de Montréal qui prennent part au début de la Eastern Canada Amateur Hockey Association (ECAHA). Moose termine cette saison inaugurale de dix rencontres au dixième rang de la ligue au chapitre des points marqué. Au terme de cette saison, les Wanderers obtiennent la possibilité de défier les champions en titre de la Coupe Stanley, les Silver Seven d'Ottawa, dans une série de deux rencontres. Cette série permet à Johnson de remporter les grands honneurs pour la première fois de sa carrière.
Avant le début de la saison 1906-07, la ECAHA change ses règlements et permet aux équipes d'avoir dans leurs rangs des joueurs classés de calibre professionnel. Les Wanderers s'empressent donc d'offrir un lucratif contrat à Johnson devenu, à l'été 1906, professionnel. Le Moose devient ainsi un des cinq premiers joueurs pro à remporter la Coupe Stanley lorsque les Wanderers défendent leur titre avec succès contre la formation de New Glasgow au mois de décembre, avant le début de la saison de la ECAHA.
Seulement trois matchs après le début de la saison, l'équipe montréalaise se voit devoir défendre la coupe face aux Thistles de Kenora dans une série de deux matchs où le gagnant sera l'équipe inscrivant le plus de buts. La formation de Kenora reporta les deux rencontres et délesta ainsi les Wanderers du précieux trophée. De retour à leur saison régulière, les Wanderers connurent une fiche parfaite de dix victoires et aucun revers, le Moose Johnson vit sa fiche augmenter par ce fait à quinze buts et termina la saison parmi les dix meilleurs pointeurs pour une deuxième année consécutive.
De par leur succès, les Wanderers purent confronter à nouveau les détenteurs de la coupe, Kenora, dans un duel de deux matchs. Ce duel fut remporté par Montréal mais au terme de la deuxième rencontre, un joueur des Thistles frappa violemment Johnson avec son bâton, ce dernier, blessé à la tête dut recevoir pas moins de 13 points de sutures à la suite de cette agression.
Johnson et les Wanderers défendirent leur titre de champion de la coupe à trois reprises en 1908, avant de s'incliner face à la formation des Sénateurs d'Ottawa en 1909. Au terme de cette saison l'équipe et Johnson firent leur apparition dans la nouvelle Association nationale de hockey. Après avoir terminé la saison 1909-10 au premier rang, ils remportèrent la coupe à nouveau contre Ottawa et la défendirent avec succès en mars 1910 contre la formation de Berlin (ville aujourd'hui connu sous le nom de Kitchener).
Moose Johnson joua une saison supplémentaire avec l'équipe de Montréal avant de rejoindre les Royals de New Westminster de l'Association de hockey de la Côte du Pacifique où il fut nommé à huit reprises, entre 1912 et 1921, sur la première ligne d'étoiles de la ligue. C'est dans cette ligue qu'il reçut son surnom de «Moose» (Orignal en français) dû au fait que son bâton mesurait pas moins de 251,46 centimètres; à noter qu'à cette époque, aucune restriction n'existait pour la longueur règlementaire du bâton du joueur.
Il quitta les ligues professionnelles en 1922, ne revenant au hockey qu'en 1925 dans la Ligue de hockey de la Californie où il joua sporadiquement pour cinq équipes avant de mettre un terme définitif à sa carrière en 1931.
Intronisé au Temple de la renommée du hockey en 1952, il est mort à White Rock, en Colombie-Britannique, le 25 mars 1963.

### Statistiques de joueur
| Saison    | Équipe                         | Ligue         |    | Saison régulière | Saison régulière | Saison régulière | Saison régulière | Saison régulière |    | Séries éliminatoires | Séries éliminatoires | Séries éliminatoires | Séries éliminatoires | Séries éliminatoires |
| Saison    | Équipe                         | Ligue         | PJ | B                | A                | Pts              | Pun              | PJ               | B  | A                    | Pts                  | Pun                  |                      |                      |
| 1905-1906 | Wanderers de Montréal          | ECAHA         | 10 | 12               | 0                | 12               | 44               | 2                | 1  | 0                    | 1                    | 3                    |                      |                      |
| 1906-1907 | Wanderers de Montréal          | ECAHA         | 10 | 15               | 0                | 15               | 42               |                  |    |                      |                      |                      |                      |                      |
| 1906-1907 | Wanderers de Montréal          | Coupe Stanley |    |                  |                  |                  |                  | 6                | 5  | 0                    | 5                    | 8                    |                      |                      |
| 1907-1908 | Wanderers de Montréal          | ECAHA         | 10 | 9                | 0                | 9                | 33               |                  |    |                      |                      |                      |                      |                      |
| 1907-1908 | Wanderers de Montréal          | Coupe Stanley |    |                  |                  |                  |                  | 5                | 11 | 0                    | 11                   | 28                   |                      |                      |
| 1908-1909 | Wanderers de Montréal          | Coupe Stanley |    |                  |                  |                  |                  | 2                | 1  | 0                    | 1                    | 6                    |                      |                      |
| 1910      | Wanderers de Montréal          | ANH           | 13 | 7                | 0                | 7                | 47               |                  |    |                      |                      |                      |                      |                      |
| 1909-1910 | Wanderers de Montréal          | Coupe Stanley |    |                  |                  |                  |                  | 1                | 0  | 0                    | 0                    | 9                    |                      |                      |
| 1910-1911 | Wanderers de Montréal          | ANH           | 16 | 6                | 0                | 6                | 60               |                  |    |                      |                      |                      |                      |                      |
| 1912      | Royals de New Westminster      | PCHA          | 14 | 9                | 0                | 9                | 13               |                  |    |                      |                      |                      |                      |                      |
| 1911-1912 | PCHA All-Stars                 | Exhibition    | 3  | 1                | 0                | 1                | 10               |                  |    |                      |                      |                      |                      |                      |
| 1912-1913 | Royals de New Westminster      | PCHA          | 13 | 7                | 3                | 10               | 15               |                  |    |                      |                      |                      |                      |                      |
| 1913-1914 | Royals de New Westminster      | PCHA          | 16 | 3                | 5                | 8                | 27               |                  |    |                      |                      |                      |                      |                      |
| 1914-1915 | Rosebuds de Portland           | PCHA          | 18 | 6                | 4                | 10               | 21               |                  |    |                      |                      |                      |                      |                      |
| 1914-1915 | PCHA All-Stars                 | Exhibbition   | 2  | 0                | 0                | 0                | 0                |                  |    |                      |                      |                      |                      |                      |
| 1915-1916 | Rosebuds de Portland           | PCHA          | 18 | 6                | 3                | 9                | 62               |                  |    |                      |                      |                      |                      |                      |
| 1915-1916 | Rosebuds de Portland           | Coupe Stanley |    |                  |                  |                  |                  | 5                | 1  | 0                    | 1                    | 9                    |                      |                      |
| 1915-1916 | PCHA All-Stars                 | Exhibition    | 3  | 0                | 1                | 1                | 3                |                  |    |                      |                      |                      |                      |                      |
| 1916-1917 | Rosebuds de Portland           | PCHA          | 24 | 12               | 9                | 21               | 54               |                  |    |                      |                      |                      |                      |                      |
| 1917-1918 | Rosebuds de Portland           | PCHA          | 15 | 3                | 2                | 5                | 3                |                  |    |                      |                      |                      |                      |                      |
| 1918-1919 | Aristocrats de Victoria        | PCHA          | 15 | 3                | 3                | 6                | 0                |                  |    |                      |                      |                      |                      |                      |
| 1919-1920 | Aristocrats de Victoria        | PCHA          | 21 | 0                | 5                | 5                | 22               |                  |    |                      |                      |                      |                      |                      |
| 1920-1921 | Aristocrats de Victoria        | PCHA          | 24 | 5                | 2                | 7                | 26               |                  |    |                      |                      |                      |                      |                      |
| 1921-1922 | Cougars de Victoria            | PCHA          | 13 | 1                | 1                | 2                | 12               |                  |    |                      |                      |                      |                      |                      |
|           |                                |               |    |                  |                  |                  |                  |                  |    |                      |                      |                      |                      |                      |
| 1925-1926 | Palais-de-Glace de Los Angeles | Cal-Pro       |    |                  |                  |                  |                  |                  |    |                      |                      |                      |                      |                      |
| 1926-1927 | Millers de Minneapolis         | AHA           | 30 | 1                | 2                | 3                | 43               | 5                | 0  | 0                    | 0                    | 12                   |                      |                      |
|           |                                |               |    |                  |                  |                  |                  |                  |    |                      |                      |                      |                      |                      |
| 1928-1929 | Buckaroos de Portland          | PCHL          | 28 | 1                | 0                | 1                | 27               | 1                | 0  | 0                    | 0                    | 0                    |                      |                      |
| 1929-1930 | Millionnaires d'Hollywood      | Cal-Pro       |    | 1                | 2                | 3                |                  |                  |    |                      |                      |                      |                      |                      |
| 1930-1931 | Tigers de San Francisco        | Cal-Pro       |    | 10               | 6                | 16               |                  |                  |    |                      |                      |                      |                      |                      |